# Église Notre-Dame d'Estang
Pour les articles homonymes, voir Estang (homonymie).
Ne doit pas être confondu avec Notre-Dame d'Étang.
 (juin 2022).
Si vous disposez d'ouvrages ou d'articles de référence ou si vous connaissez des sites web de qualité traitant du thème abordé ici, merci de compléter l'article en donnant les références utiles à sa vérifiabilité et en les liant à la section « Notes et références ».
L'église Notre-Dame d'Estang est située dans la commune française Estang, dans le Gers. 

## Historique
Elle a été construite en 50 ans, de 1150 à 1200 environ. Elle fut bâtie au lieu-dit Castelbielh.
En 1572, les Huguenots, sous les ordres de Montgommery, endommagent le transept et la nef. Il faudra attendre le XIXe siècle que sa restauration soit achevée. C'est Léopold Gentil qui proposa un avant-projet en 1862 avec l'agrandissement de l'édifice.
Le projet fut mené à terme par Hippolyte Durand inauguré en 1866.
L'église est inscrite au titre des monuments historiques depuis février 1998.